# Sumka obecná
Sumka obecná (Ascidia mentula) je druh pláštěnce z čeledi sumkovití (Ascidiidae), jenž žije v regionu Středozemního moře a u evropského pobřeží včetně Norska a Velké Británie. Sumky rostou od nepatrných hloubek, kde vytvářejí početné agregace, až po hloubky přesahující 200 m. Žijí v zastíněných částech skalnatého dna, někdy se přichycují i ke kamenům, či dokonce chaluhám nebo schránkám velkých měkkýšů. K substrátu se atypicky přichycují z levého boku, v kontrastu s ostatními sumkami, které k povrchům přirůstají základnou těla.
Sumka obecná je relativně velká, solitérně žijící sumka, jejíž podlouhlé tělo dosahuje velikosti 5 až 18 cm, příležitostně až 30 cm. Podobně jako většina ostatních sumek, i ona představuje filtrátora, oproti některým jiným sumkám s relativně nevýraznými sifony. Široký přijímací sifon vyrůstá na konci těla, obklopen osmi laloky; vylučovací sifon vyrůstá asi z poloviny těla. Tělo je hladké (ovšem někdy s jakýmisi zduřeninami), typicky růžového zbarvení. Někteří jedinci však mohou vykazovat spíše zelené nebo našedlé odstíny, zejména v temnějších, hlubších vodách. Laloky sifonu zdobívají bílé proužky nebo skvrny. Vývoj probíhá přes planktonní larvu, k rozmnožování dochází celoročně, zejména však v létě. Někteří jedinci se dožívají až 7 let.
Pro člověka nemají tyto sumky valný význam, maximálně jako mořské plody. Jejich agregace se často zaplétají do vlečných sítí. Těla těchto sumek však obývají některé symbiotické organismy, dokumentován byl například vztah s krevetou Ascidonia flavomaculata.